# Miroir d’eau

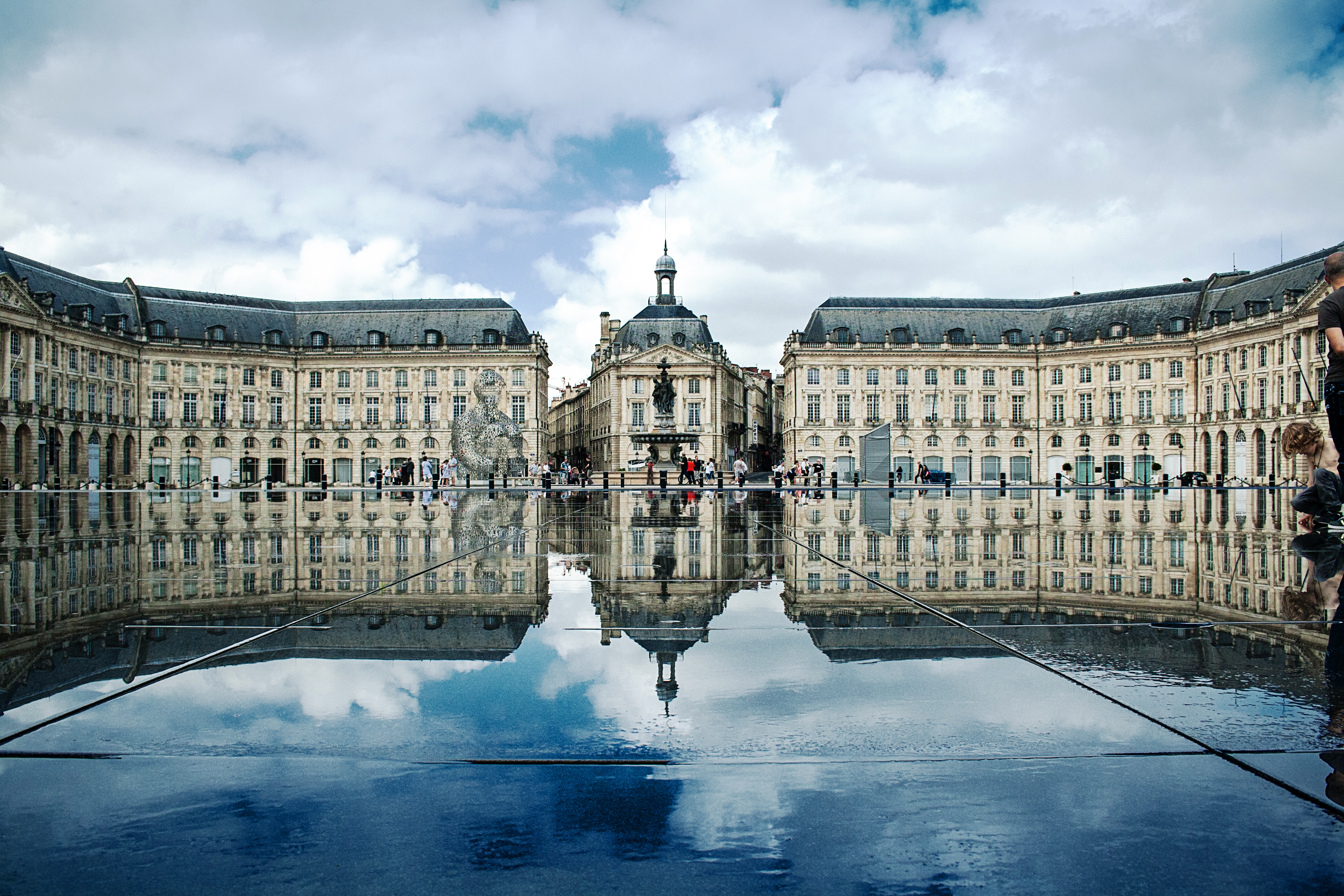
Place de la Bourse hinter dem Wasserspiegel von Bordeaux, der von Michel Corajoud bearbeitet wurde

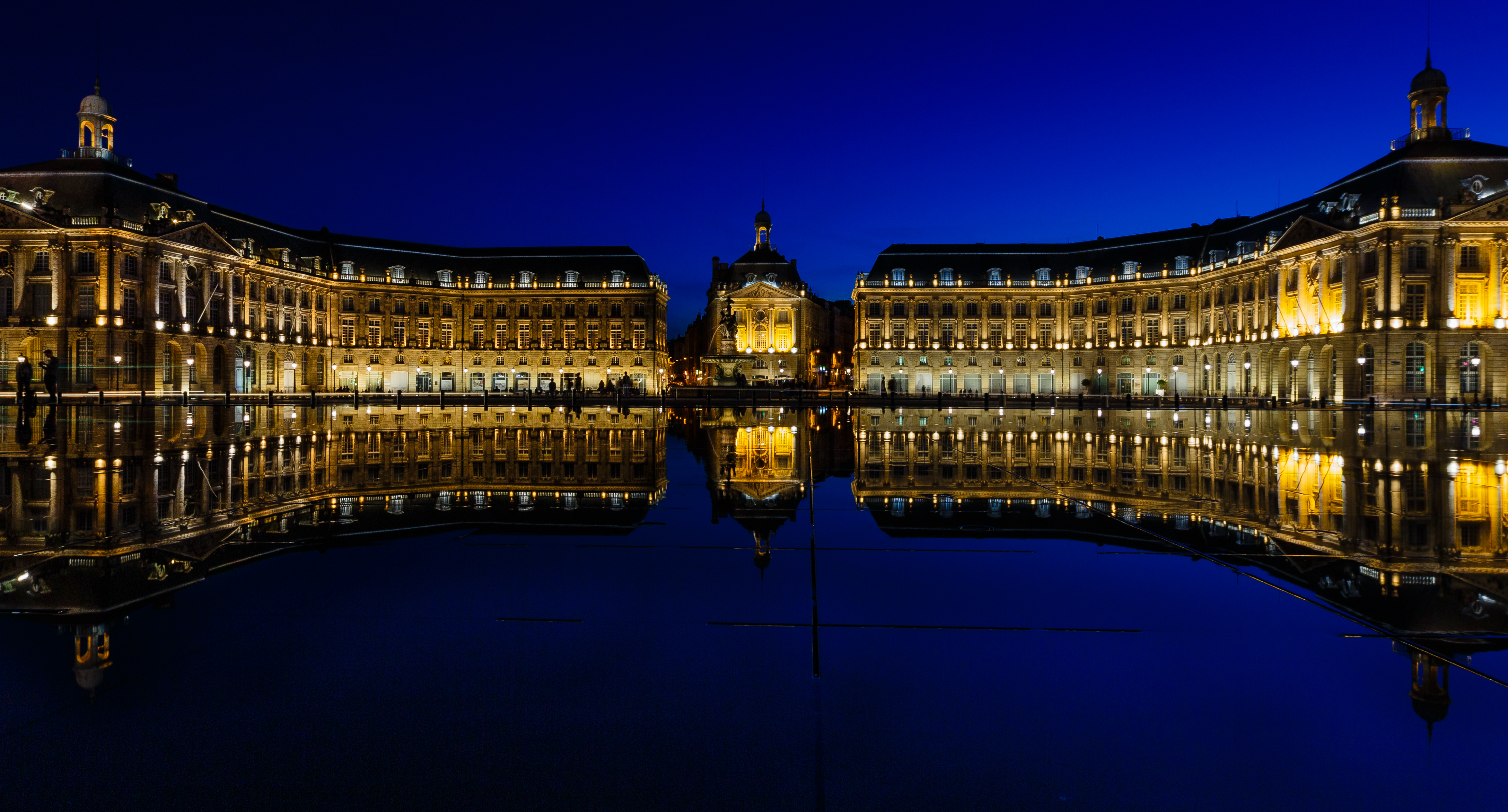
Miroir d’eau in der Blauen Stunde

Der Miroir d’eau (deutsch: Wasserspiegel) ist ein Reflexionsbecken in Bordeaux, Frankreich.
Mit einer Wasseroberfläche von 3450 Quadratmetern gilt er als weltweit größtes Reflexionsbecken.

## Geschichte
2006 wurde der Miroir d’eau von Brunnenspezialist Jean-Max Llorca umgesetzt und von Landschaftsarchitekt Michel Corajoud entworfen.
Seit 2007 ist er als Teil des historischen Stadtzentrums „Hafen des Mondes“ (französisch: Port de la Lune) UNESCO-Welterbe.

## Lage und Zugang

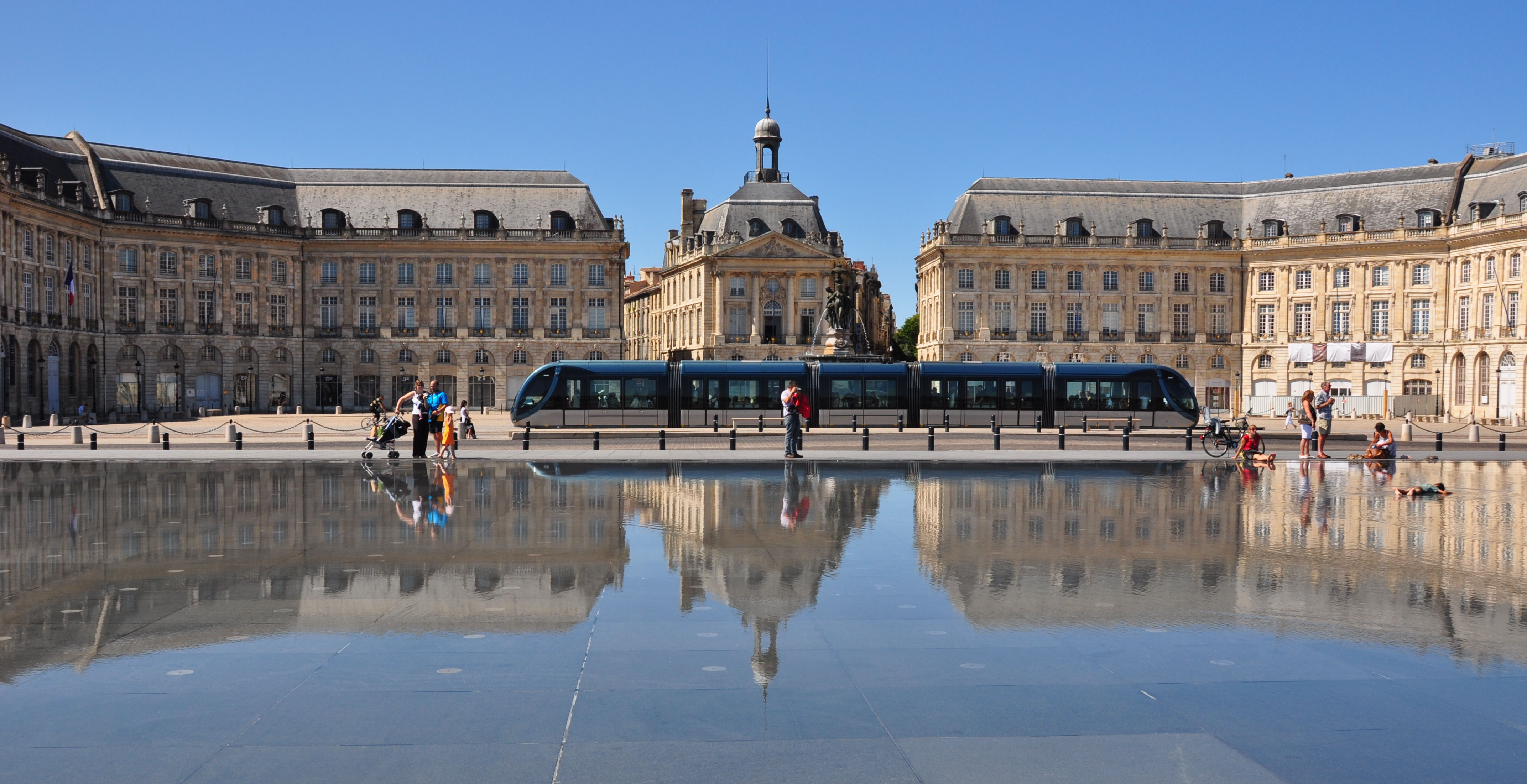
Haltestelle Place de la Bourse

Der Miroir d’eau befindet sich im historischen Kern der Stadt Bordeaux an der Garonne zwischen der Pont de Pierre und der Pont Jacques Chaban-Delmas. Er ist Teil des geöffneten Halbrunds der Place de la Bourse (deutsch: Börsenplatz).
Die Linie C („rosa Linie“) der Straßenbahn führt entlang der Garonne und überquert die Place de la Bourse. Um das Stadtbild nicht zu stören, wird hier nicht nur auf die Oberleitung verzichtet, sondern auch die Haltestellengestaltung ist minimalistisch ausgeführt (nur Bahnsteig und Bänke).
Der Miroir d’eau ist auch mit dem Fluss-Shuttle „Batcub“ erreichbar (Anlegestelle Place des Quinconces).

## Beschreibung

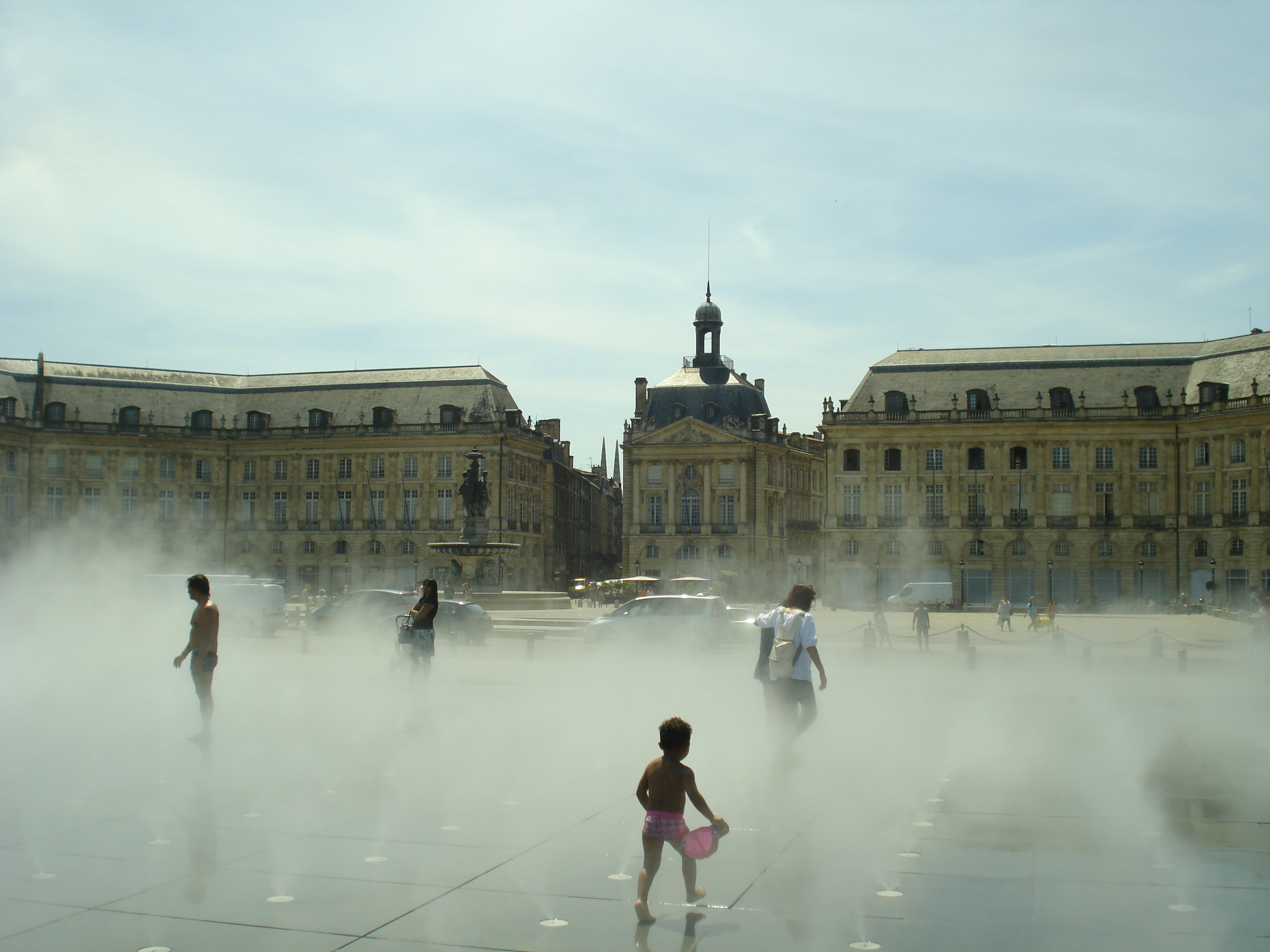
Miroir d’eau mit Sprühnebel

Der Miroir d’eau bettet sich auf einer 130 Meter langen und 42 Meter breiten Granitplatte. Unterirdisch ist ein Wassertank von 800 Kubikmetern.
Der Brunnenmechanismus lässt Wasser und Sprühnebel aufsteigen. Die zwei Zentimeter tiefe, begehbare Wasserfläche ist ein beliebter Erfrischungsort. Landschaftsarchitekt Michel Corajoud hat sich von der Acqua alta am Markusplatz in Venedig inspirieren lassen.
In der Wasseroberfläche spiegeln sich eine Reihe klassizistischer Prachtbauten aus dem 18. Jahrhundert. Architekt des Ensembles war Jacques Gabriel (1667–1742) gemeinsam mit seinem Sohn Jacques-Ange Gabriel (1698–1782).
Der Miroir d’eau ist zwischen 10 und 22 Uhr in Betrieb.
Von November bis März–April wird der Brunnenmechanismus abgeschaltet, um das Gefrieren des Wassers in den Leitungen zu verhindern.